# José Osvaldo de Araújo

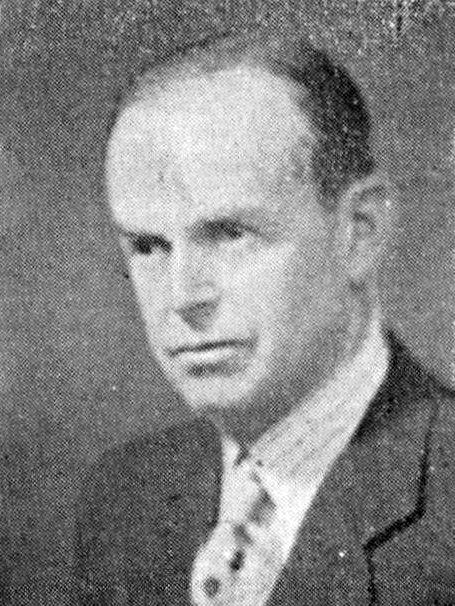
Reprodução de retrato de José Oswaldo de Araújo, publicado na revista O Malho, na edição de outubro de 1952.

José Oswaldo de Araújo (Dores do Indaiá, 11 de março de 1887 - Vespasiano, 13 de fevereiro de 1975) foi um poeta, professor, escritor, advogado, jornalista, político, banqueiro e empresário brasileiro. Foi membro da Academia Mineira de Letras, e prefeito da capital mineira de Belo Horizonte.

## Biografia
José Oswaldo de Araujo nasceu em Dores do Indaiá, em 11 de março de 1887. Era filho de José Pedro de Araújo Lima, coletor de impostos federais e estaduais da cidade. Sua mãe era Firmina Melo Araujo. Em 1907 foi para Belo Horizonte, afim de concluir seus estudos, no externato do Ginásio Mineiro. Na instituição, tornou-se uma figura destacada e recebeu várias homenagens. Posteriormente se formou em Direito.
A sua entrada no jornalismo ocorreu depois, como repórter e fundador do Diário de Minas, onde chegou a ocupar o cargo de diretor. Também foi retador de alguns jornais e revistas. Como empresário no ramo fiscal, foi fundador e diretor presidente da Companhia de Seguros Minas Brasil, e participou, também, do Banco de Minas Gerais, instituição pela qual chegou a ser vice-presidente.
Em 1917 casou-se com Clelia Campos Continentino, com quem teve três filhos: Maria Clélia de Araújo Santos, Myriam Continentino de Araújo Penna e Alberto Oswaldo Continentino de Araújo. É avô do Ângelo Oswaldo de Araújo Santos, imortal pela Academia Mineira de Letras e prefeito de Ouro Preto.
Paralelamente a sua vida profissional também se dedicou a literatura, tendo escrito versos, estudos literárias e crônicas. Escreveu, entre outros, "Canções de um sonho distante" e "Palavras que lembram momentos amáveis".

## Academia Mineira de Letras
Foi o 1º sucessor da cadeira número 2, cujo patrono é Arthur França. Chegou a ser presidente da Academia Mineira de Letras entre 1965 e 1966.

## Prefeitura de Belo Horizonte
Assumiu a prefeitura de Belo Horizonte em 18 de abril de 1938, ficando no cargo até 19 de outubro de 1940. Era membro do partido progressista. Seu mandato foi marcado por um grande desenvolvimento economico, que possibilitou a feitura do ousado plano de modernização do seu sucessor, Juscelino Kubitschek. 